# Clowesia
Clowesia es un género con ocho especies descritas formalmente. Jonh Lindley en 1843 describió al género Clowesia como monotípico, la propuesta no fue universalmente utilizada, por lo que se consideraba a Clowesia como parte de Cataetum. .Dodson, en 1975 retomó la propuesta genérica de Clowesia, al mismo tiempo, varias especies bajo el nombre genérico de Catasetum fueron transferidas como parte de Clowesia, utilizando como principal carácter la ausencia de antenas especializadas para disparar el polinario y adherirlo a lsus abejas polinizadoras, además, las especies de Clowesia no cambian de sexo como sucede en Catasetum, (en relación con los recursos durante su crecimiento, las especies de Catasetum pueden producir flores pistiladas o estaminadas) y se expresan siempre como hermafroditas.

## Descripción
El género Clowesia,  como miembro de Catasetinae, presenta pseudobulbos homoblásticos  y un marcada temporada de crecimiento y dormancia. Las características del tipo de crecimiento y floración permiten identificar grupos monofiléticos, por ejemplo, las especies que florecen prematuramente, es decir, durante el crecimiento de un nuevo pseudobulbo y hojas, viene acompañado de, la floración y esta condición solo la tienen las especies que se encuentran a partir de Centroamérica hasta México, este grupo se le conoce como Clado Clowesia russelliana, este grupo se encuentra representado por C. dodsoniana, C. thylaciochila y C. glaucoglossa. Otras especies como Clowesia rosea,  florecen en la face tardía, cuando los pseudobubos se han desarrollado completamente y las hojas se han perdido por su inerente caducidad, posteriormente esto estiumula la floración, estas especies incluyen a Clowesia rosea, a Clowesia warczewitzii, Clowesia scurra (sinónimo de C. amazonica)
y a la última especie en ser descrita, Clowesia arevaloi (Tamayo-Cen et al. 2022)
Las Clowesia tienen diferentes estaciones de desarrollo y de reposo en relación con otras orquídeas (similares a Mormodes y Catasetum). Cuando se están desarrollando activamente necesitan una luz moderadamente brillante, temperaturas intermedias, y movimiento moderado de aire. En la estación de descanso los riegos se deben espaciar.

Se cultivan bien en macetas de plástico con musgo y cortezas como (Paph).

## Distribución y hábitat
El género Clowesia se encuentra en Suramérica, en el Norte de la Amazonia , Centroamérica hasta México. En bosques secos estacionalmente marcados hasta bosques hiper húmedos, como en Centroamérica y el Chocó, en Colombia.

## Etimología
El género Clowesia (Clow.), nombrado en honor del Reverendo Clowes, un horticultor de orquídeas inglés del siglo XIX.

## Especies deClowesia
- Clowesia arevaloi Tamayo-Cen, Carnevali & G.A.Romero
- Clowesia dodsoniana  E.Aguirre (1986)
- Clowesia glaucoglossa (Rchb.f.) Dodson (1975)
- Clowesia rosea Lindl. (1848) (México)
- Clowesia russelliana (Hook.) Dodson (1975)
- Clowesia thylaciochila (Lem.) Dodson (1975)
- Clowesia warczewiczii (Lindl. & Paxton) Dodson (1975)

Sinónimos
- Clowesia amazonica  K.G.Lacerda & V.P.Castro (1995)